# Les Désillusions du progrès
Les Désillusions du progrès est un livre du sociologue français Raymond Aron paru en 1969.